# Großer Preis von Europa 1985
Der Große Preis von Europa 1985 (offiziell Shell Oils Grand Prix of Europe) fand am 6. Oktober auf dem Brands Hatch Circuit in Fawkham statt und war das 14. Rennen der Formel-1-Weltmeisterschaft 1985.

## Berichte

### Hintergrund
Da Niki Lauda infolge seines Trainingsunfalls im Rahmen des Großen Preises von Belgien weiterhin verletzungsbedingt ausfiel, übernahm John Watson dessen Cockpit und kam somit rund zwei Jahre nach seinem letzten Einsatz beim Großen Preis von Südafrika 1983 zu einem kurzen Formel-1-Comeback.
Bei Tyrrell wurde der italienische Debütant Ivan Capelli als Nachfolger für den tödlich verunglückten Stefan Bellof engagiert. Somit erweiterte das Team sein Engagement wieder auf zwei Fahrzeuge, während RAM Racing den Rest der Saison mit nur noch einem Wagen bestritt.

### Training
Zum sechsten Mal in dieser Saison sicherte sich Ayrton Senna im Lotus 97T die Pole-Position. Brabham-Pilot Nelson Piquet qualifizierte sich für den zweiten Startplatz vor den beiden Williams-Teamkollegen Nigel Mansell und Keke Rosberg. Die dritte Reihe wurde von Philippe Streiff und dem in der Weltmeisterschaftswertung mit deutlichem Vorsprung führenden Alain Prost gebildet. Da sich dessen einzig verbliebener Konkurrent um den Titel, Michele Alboreto, nur für den 15. Startplatz qualifizierte, standen die Chancen für Prost gut, sich an diesem Wochenende vorzeitig seine erste Weltmeisterschaft zu sichern.

### Rennen
Bereits nach wenigen Metern standen Prosts Chancen auf den vorzeitigen Gewinn des WM-Titels, die sich aus der Startaufstellung ergeben hatten, zunächst deutlich schlechter, da er dem mit Problemen gestarteten Rosberg ausweichen musste, dabei auf den Rasen neben der Strecke geriet und auf den 14. Rang zurückfiel, während sein Kontrahent Alboreto nach einem guten Start auf Rang neun lag. Senna führte das Rennen nach der ersten Runde vor Rosberg, Piquet und Mansell an.
In der siebten Runde drehte sich Rosberg beim Versuch, Senna in der Surtees-Kurve zu überholen. Piquet kollidierte daraufhin mit dem Williams FW10 und schied aus, während Rosberg, der lediglich einen Reifenschaden davongetragen hatte, das Rennen nach einem Boxenstopp fortsetzte. Er verließ die Boxengasse wenige Meter vor dem herannahenden Senna, der ihn somit zunächst nicht überrundete. Daraufhin blockierte Rosberg den Lotus-Piloten absichtlich, um seinem Teamkollegen Mansell, der auf dem zweiten Rang hinter Senna folgte, einen Vorteil zu verschaffen. In der neunten Runde konnte dieser den Brasilianer tatsächlich überholen.
In der zwölften Runde schied Alboreto aufgrund eines Schadens am Turbolader aus, wodurch Prost, der sich zwischenzeitlich wieder bis auf den sechsten Rang nach vorn gekämpft hatte, ein fünfter Rang genügte, um als Weltmeister festzustehen. Er wurde zwar während der folgenden Runden durch Jacques Laffite sowie Stefan Johansson auf den siebten Rang verdrängt, wurde jedoch am Ende Vierter und gewann den Titel.

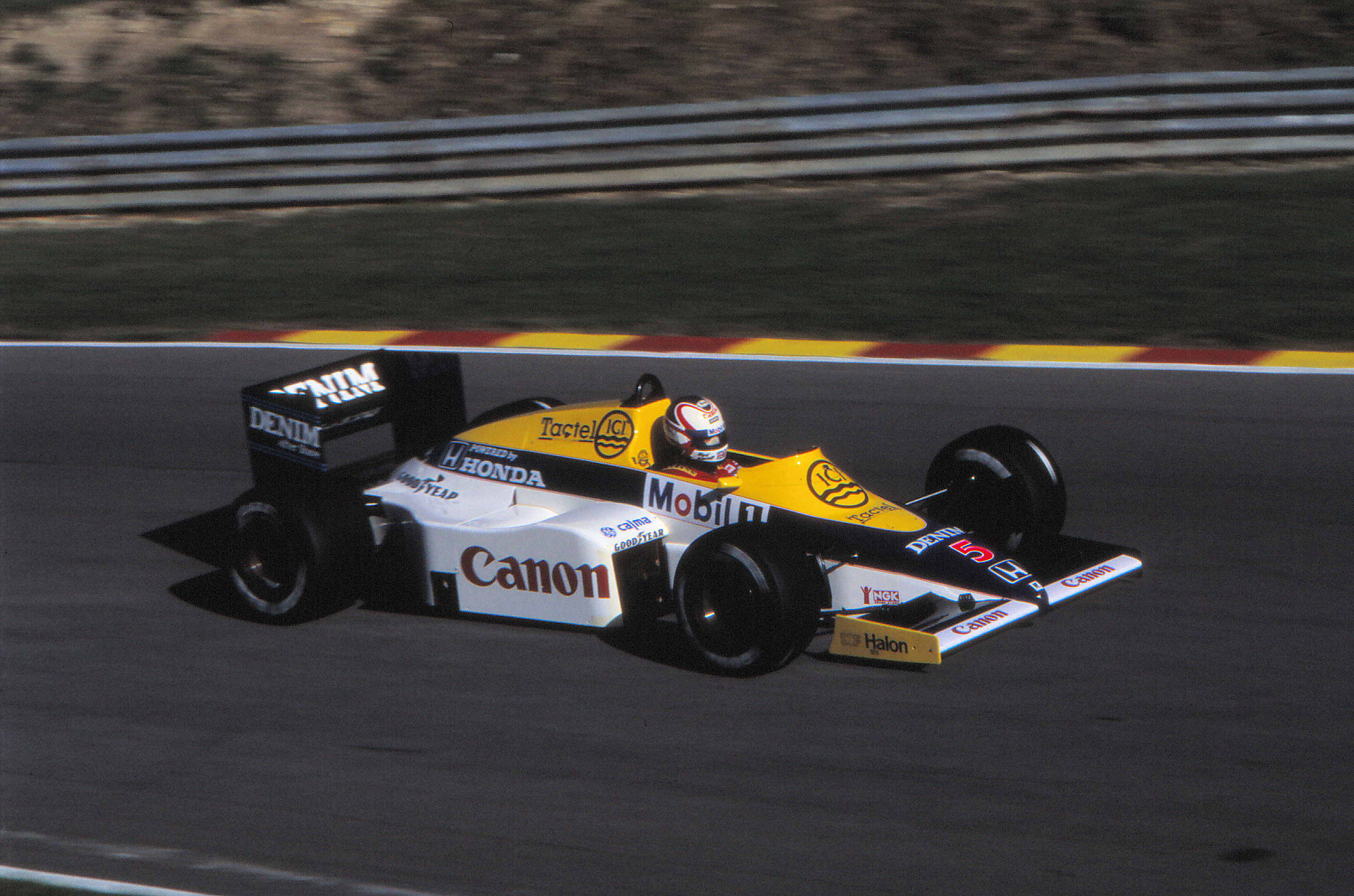
Nigel Mansell während des Trainings

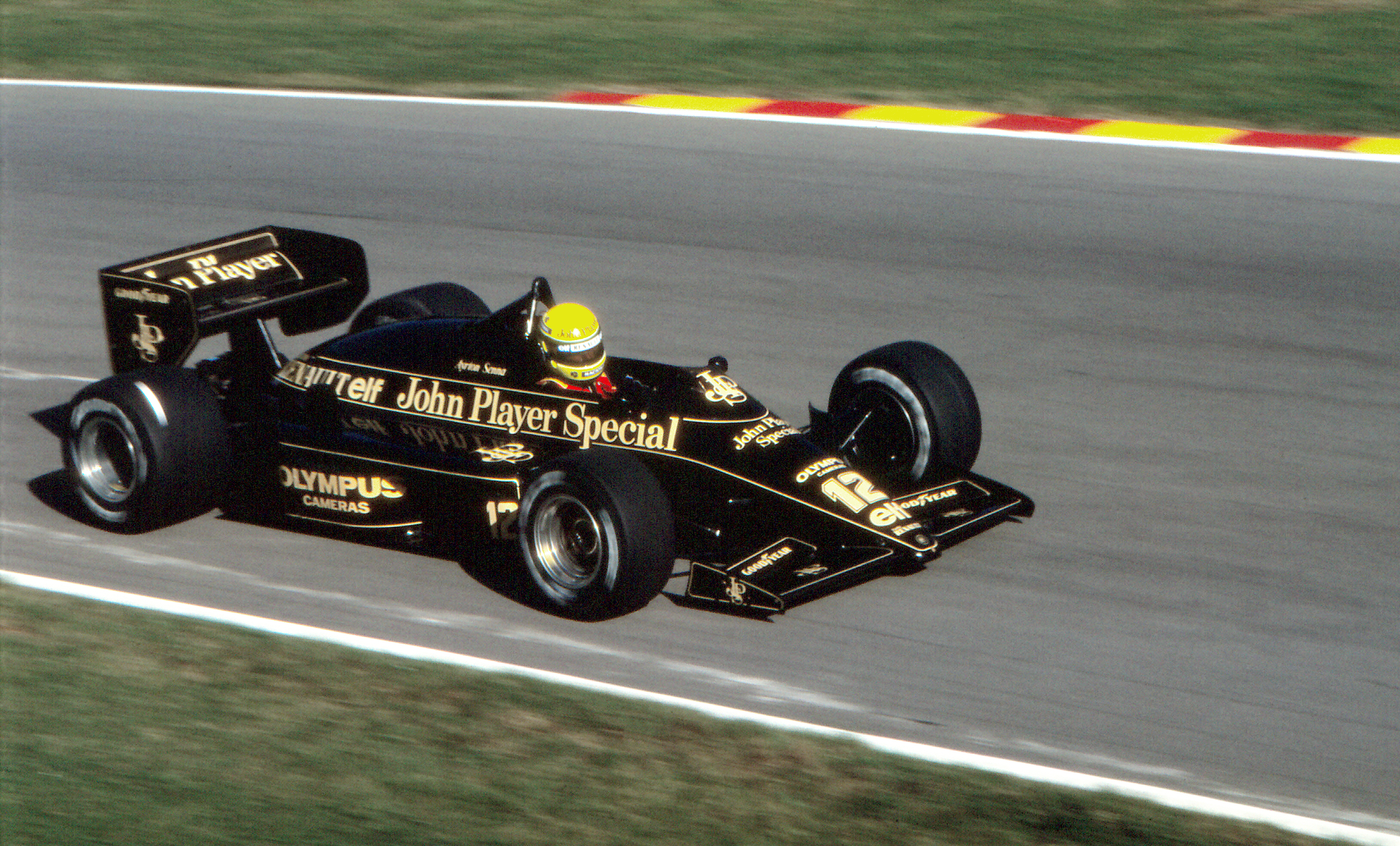
Ayrton Senna während des Trainings

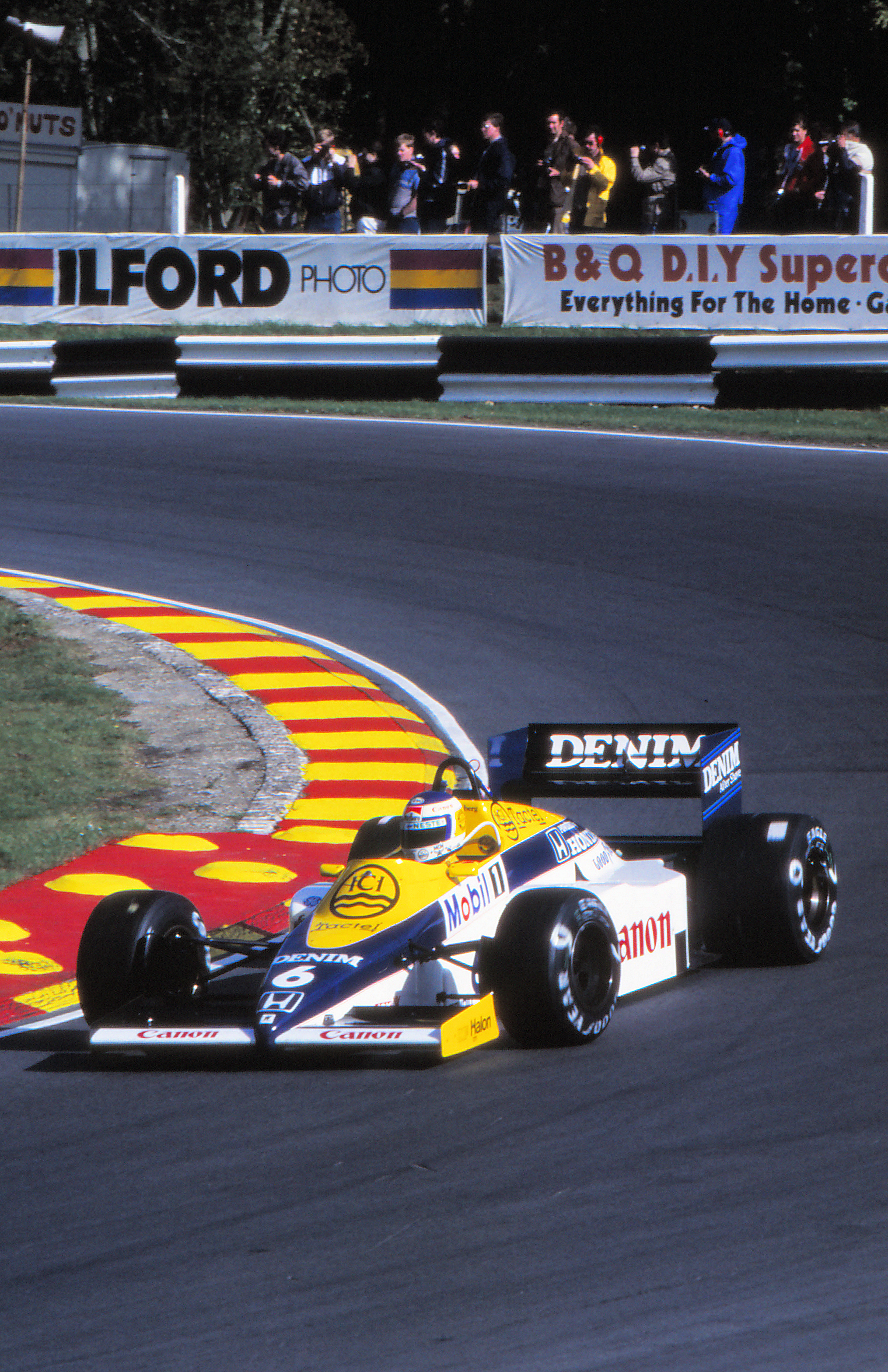
Keke Rosberg während des Trainings

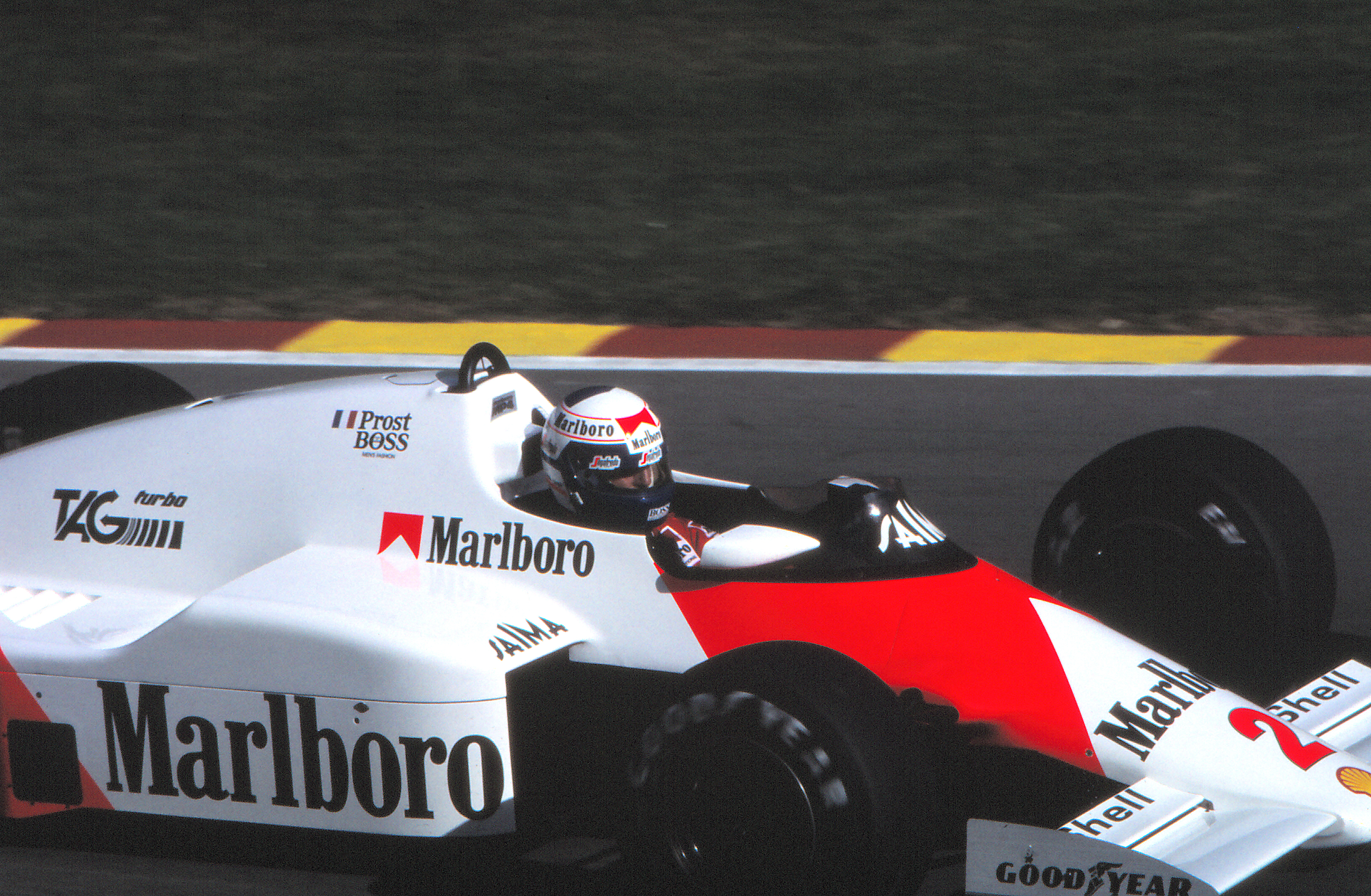
Weltmeister Alain Prost während des Trainings

Mansell gewann seinen ersten Grand Prix vor Senna und Rosberg. Zuvor hatte Marc Surer einige Runden auf dem zweiten Platz gelegen, bevor er in Runde 63 aufgrund eines Turboladerschadens ausgeschieden war.

## Meldeliste
| Team                           | Nr. | Fahrer             | Chassis          | Motor                         | Reifen |
| ------------------------------ | --- | ------------------ | ---------------- | ----------------------------- | ------ |
| Marlboro McLaren International | 01  | John Watson        | McLaren MP4/2B   | TAG/Porsche TTE PO1 1.5 V6t   | G      |
| Marlboro McLaren International | 02  | Alain Prost        | McLaren MP4/2B   | TAG/Porsche TTE PO1 1.5 V6t   | G      |
| Tyrrell Racing Organisation    | 03  | Martin Brundle     | Tyrrell 014      | Renault EF4B 1.5 V6t          | G      |
| Tyrrell Racing Organisation    | 04  | Ivan Capelli       | Tyrrell 014      | Renault EF4B 1.5 V6t          | G      |
| Canon Williams Honda Team      | 05  | Nigel Mansell      | Williams FW10    | Honda RA163-E 1.5 V6t         | G      |
| Canon Williams Honda Team      | 06  | Keke Rosberg       | Williams FW10    | Honda RA163-E 1.5 V6t         | G      |
| Motor Racing Developments      | 07  | Nelson Piquet      | Brabham BT54     | BMW M12/13 1.5 L4t            | P      |
| Motor Racing Developments      | 08  | Marc Surer         | Brabham BT54     | BMW M12/13 1.5 L4t            | P      |
| Skoal Bandit Formula 1 Team    | 09  | Philippe Alliot    | RAM 03           | Hart 415T 1.5 L4t             | P      |
| John Player Special Team Lotus | 11  | Elio de Angelis    | Lotus 97T        | Renault EF4 1.5 V6t           | G      |
| John Player Special Team Lotus | 12  | Ayrton Senna       | Lotus 97T        | Renault EF4 1.5 V6t           | G      |
| Équipe Renault Elf             | 15  | Patrick Tambay     | Renault RE60B    | Renault EF15 1.5 V6t          | G      |
| Équipe Renault Elf             | 16  | Derek Warwick      | Renault RE60B    | Renault EF15 1.5 V6t          | G      |
| Barclay Arrows BMW             | 17  | Gerhard Berger     | Arrows A8        | BMW M12/13 1.5 L4t            | G      |
| Barclay Arrows BMW             | 18  | Thierry Boutsen    | Arrows A8        | BMW M12/13 1.5 L4t            | G      |
| Toleman Group Motorsport       | 19  | Teo Fabi           | Toleman TG185    | Hart 415T 1.5 L4t             | P      |
| Toleman Group Motorsport       | 20  | Piercarlo Ghinzani | Toleman TG185    | Hart 415T 1.5 L4t             | P      |
| Benetton Team Alfa Romeo       | 22  | Riccardo Patrese   | Alfa Romeo 184TB | Alfa Romeo 890T 1.5 V8t       | G      |
| Benetton Team Alfa Romeo       | 23  | Eddie Cheever      | Alfa Romeo 184TB | Alfa Romeo 890T 1.5 V8t       | G      |
| Osella Squadra Corse           | 24  | Huub Rothengatter  | Osella FA1G      | Alfa Romeo 890T 1.5 V8t       | P      |
| Équipe Ligier                  | 25  | Philippe Streiff   | Ligier JS25      | Renault EF4B 1.5 V6t          | P      |
| Équipe Ligier                  | 26  | Jacques Laffite    | Ligier JS25      | Renault EF4B 1.5 V6t          | P      |
| Scuderia Ferrari SpA SEFAC     | 27  | Michele Alboreto   | Ferrari 156/85   | Ferrari 031 1.5 V6t           | G      |
| Scuderia Ferrari SpA SEFAC     | 28  | Stefan Johansson   | Ferrari 156/85   | Ferrari 031 1.5 V6t           | G      |
| Minardi F1 Team                | 29  | Pierluigi Martini  | Minardi M185     | Motori Moderni 615-90 1.5 V6t | P      |
| West Zakspeed Racing           | 30  | Christian Danner   | Zakspeed 841     | Zakspeed 1500/4 1.5 L4t       | G      |
| Team Haas (USA) Ltd            | 33  | Alan Jones         | Lola THL1        | Hart 415T 1.5 L4t             | G      |

## Klassifikationen

### Qualifying
| Pos. | Fahrer             | Konstrukteur           | Qualifikationstraining 1 | Qualifikationstraining 1 | Qualifikationstraining 2 | Qualifikationstraining 2 | Start |
| Pos. | Fahrer             | Konstrukteur           | Zeit                     | Ø-Geschwindigkeit        | Zeit                     | Ø-Geschwindigkeit        | Start |
| ---- | ------------------ | ---------------------- | ------------------------ | ------------------------ | ------------------------ | ------------------------ | ----- |
| 01   | Ayrton Senna       | Lotus-Renault          | 1:08,020                 | 222,658 km/h             | 1:07,169                 | 225,479 km/h             | 01    |
| 02   | Nelson Piquet      | Brabham-BMW            | 1:09,204                 | 218,849 km/h             | 1:07,482                 | 224,433 km/h             | 02    |
| 03   | Nigel Mansell      | Williams-Honda         | 1:10,537                 | 214,713 km/h             | 1:08,059                 | 222,530 km/h             | 03    |
| 04   | Keke Rosberg       | Williams-Honda         | 1:09,277                 | 218,618 km/h             | 1:08,197                 | 222,080 km/h             | 04    |
| 05   | Philippe Streiff   | Ligier-Renault         | 1:10,396                 | 215,143 km/h             | 1:09,080                 | 219,241 km/h             | 05    |
| 06   | Alain Prost        | McLaren-TAG-Porsche    | 1:10,345                 | 215,299 km/h             | 1:09,429                 | 218,139 km/h             | 06    |
| 07   | Marc Surer         | Brabham-BMW            | 1:09,762                 | 217,098 km/h             | 1:09,913                 | 216,629 km/h             | 07    |
| 08   | Derek Warwick      | Renault                | 1:11,014                 | 213,271 km/h             | 1:09,904                 | 216,657 km/h             | 08    |
| 09   | Elio de Angelis    | Lotus-Renault          | 1:11,530                 | 211,732 km/h             | 1:10,014                 | 216,317 km/h             | 09    |
| 10   | Jacques Laffite    | Ligier-Renault         | 1:11,312                 | 212,379 km/h             | 1:10,081                 | 216,110 km/h             | 10    |
| 11   | Riccardo Patrese   | Alfa Romeo             | 1:10,963                 | 213,424 km/h             | 1:10,251                 | 215,587 km/h             | 11    |
| 12   | Thierry Boutsen    | Arrows-BMW             | 1:10,918                 | 213,559 km/h             | 1:10,323                 | 215,366 km/h             | 12    |
| 13   | Stefan Johansson   | Ferrari                | 1:11,309                 | 212,388 km/h             | 1:10,517                 | 214,774 km/h             | 13    |
| 14   | Piercarlo Ghinzani | Toleman-Hart           | 1:13,517                 | 206,009 km/h             | 1:10,570                 | 214,612 km/h             | 14    |
| 15   | Michele Alboreto   | Ferrari                | 1:10,877                 | 213,683 km/h             | 1:10,659                 | 214,342 km/h             | 15    |
| 16   | Martin Brundle     | Tyrrell-Renault        | 1:11,296                 | 212,427 km/h             | 1:10,731                 | 214,124 km/h             | 16    |
| 17   | Patrick Tambay     | Renault                | 1:13,048                 | 207,332 km/h             | 1:10,934                 | 213,511 km/h             | 17    |
| 18   | Eddie Cheever      | Alfa Romeo             | 1:12,766                 | 208,136 km/h             | 1:11,500                 | 211,821 km/h             | 18    |
| 19   | Gerhard Berger     | Arrows-BMW             | 1:11,608                 | 211,502 km/h             | 1:11,638                 | 211,413 km/h             | 19    |
| 20   | Teo Fabi           | Toleman-Hart           | 1:13,024                 | 207,400 km/h             | 1:12,090                 | 210,087 km/h             | 20    |
| 21   | John Watson        | McLaren-TAG-Porsche    | 1:12,496                 | 208,911 km/h             | 1:12,516                 | 208,853 km/h             | 21    |
| 22   | Alan Jones         | Lola-Hart              | 1:14,050                 | 204,527 km/h             | 1:13,084                 | 207,230 km/h             | 22    |
| 23   | Philippe Alliot    | RAM-Hart               | 1:14,355                 | 203,688 km/h             | 1:13,537                 | 205,953 km/h             | 23    |
| 24   | Ivan Capelli       | Tyrrell-Renault        | 1:16,879                 | 197,000 km/h             | 1:13,721                 | 205,439 km/h             | 24    |
| 25   | Christian Danner   | Zakspeed               | 1:15,947                 | 199,418 km/h             | 1:15,054                 | 201,791 km/h             | 25    |
| 26   | Pierluigi Martini  | Minardi-Motori Moderni | 1:16,842                 | 197,095 km/h             | 1:15,127                 | 201,595 km/h             | 26    |
| DNQ  | Huub Rothengatter  | Osella-Alfa Romeo      | 1:16,994                 | 196,706 km/h             | 1:18,022                 | 194,114 km/h             | –     |

### Rennen
| Pos. | Fahrer             | Konstrukteur           | Runden | Stopps | Zeit        | Start | Schnellste Runde |
| ---- | ------------------ | ---------------------- | ------ | ------ | ----------- | ----- | ---------------- |
| 01   | Nigel Mansell      | Williams-Honda         | 75     | 0      | 1:32:58,109 | 03    | 1:12,583 (60.)   |
| 02   | Ayrton Senna       | Lotus-Renault          | 75     | 0      | + 21,396    | 01    | 1:12,601 (56.)   |
| 03   | Keke Rosberg       | Williams-Honda         | 75     | 1      | + 58,533    | 04    | 1:12,022 (58.)   |
| 04   | Alain Prost        | McLaren-TAG-Porsche    | 75     | 1      | + 1:06,121  | 06    | 1:11,655 (49.)   |
| 05   | Elio de Angelis    | Lotus-Renault          | 74     | 0      | + 1 Runde   | 09    | 1:13,793 (50.)   |
| 06   | Thierry Boutsen    | Arrows-BMW             | 73     | 0      | + 2 Runden  | 12    | 1:14,583 (45.)   |
| 07   | John Watson        | McLaren-TAG-Porsche    | 73     | 0      | + 2 Runden  | 21    | 1:14,007 (52.)   |
| 08   | Philippe Streiff   | Ligier-Renault         | 73     | 0      | + 2 Runden  | 05    | 1:14,476 (25.)   |
| 09   | Riccardo Patrese   | Alfa Romeo             | 73     | 0      | + 2 Runden  | 11    | 1:14,317 (38.)   |
| 10   | Gerhard Berger     | Arrows-BMW             | 73     | 0      | + 2 Runden  | 19    | 1:14,391 (54.)   |
| 11   | Eddie Cheever      | Alfa Romeo             | 73     | 1      | + 2 Runden  | 18    | 1:13,620 (45.)   |
| 12   | Patrick Tambay     | Renault                | 72     | 1      | + 3 Runden  | 17    | 1:14,571 (68.)   |
| –    | Marc Surer         | Brabham-BMW            | 62     | 0      | DNF         | 07    | 1:12,862 (38.)   |
| –    | Stefan Johansson   | Ferrari                | 59     | 1      | DNF         | 13    | 1:13,353 (48.)   |
| –    | Jacques Laffite    | Ligier-Renault         | 58     | 1      | DNF         | 10    | 1:11,526 (55.)   |
| –    | Christian Danner   | Zakspeed               | 55     | 0      | DNF         | 25    | 1:19,150 (26.)   |
| –    | Ivan Capelli       | Tyrrell-Renault        | 44     | 0      | DNF         | 24    | 1:15,538 (37.)   |
| –    | Martin Brundle     | Tyrrell-Renault        | 40     | 0      | DNF         | 16    | 1:14,462 (35.)   |
| –    | Teo Fabi           | Toleman-Hart           | 33     | 0      | DNF         | 20    | 1:15,595 (26.)   |
| –    | Philippe Alliot    | RAM-Hart               | 31     | 0      | DNF         | 23    | 1:16,141 (13.)   |
| –    | Piercarlo Ghinzani | Toleman-Hart           | 16     | 0      | DNF         | 14    | 1:15,946 (15.)   |
| –    | Alan Jones         | Lola-Hart              | 13     | 0      | DNF         | 22    | 1:16,390 (09.)   |
| –    | Michele Alboreto   | Ferrari                | 13     | 1      | DNF         | 15    | 1:15,224 (06.)   |
| –    | Nelson Piquet      | Brabham-BMW            | 6      | 0      | DNF         | 02    | 1:14,649 (06.)   |
| –    | Derek Warwick      | Renault                | 4      | 1      | DNF         | 08    | 1:28,545 (04.)   |
| –    | Pierluigi Martini  | Minardi-Motori Moderni | 3      | 0      | DNF         | 26    | 1:21,352 (03.)   |

## WM-Stände nach dem Rennen
Die ersten sechs des Rennens bekamen 9, 6, 4, 3, 2 bzw. 1 Punkt(e). In der Fahrerwertung wurden die besten elf Resultate, in der Konstrukteurswertung alle Resultate gewertet.

### Fahrerwertung
| Pos. | Fahrer            | Konstrukteur           | Punkte |
| ---- | ----------------- | ---------------------- | ------ |
| 01   | Alain Prost       | McLaren-TAG-Porsche    | 72     |
| 02   | Michele Alboreto  | Ferrari                | 53     |
| 03   | Ayrton Senna      | Lotus-Renault          | 38     |
| 04   | Elio de Angelis   | Lotus-Renault          | 33     |
| 05   | Keke Rosberg      | Williams-Honda         | 25     |
| 06   | Nigel Mansell     | Williams-Honda         | 22     |
| 07   | Nelson Piquet     | Brabham-BMW            | 21     |
| 08   | Stefan Johansson  | Ferrari / Tyrrell-Ford | 21     |
| 09   | Niki Lauda        | McLaren-TAG-Porsche    | 14     |
| 10   | Patrick Tambay    | Renault                | 11     |
| 11   | Jacques Laffite   | Ligier-Renault         | 10     |
| 12   | Thierry Boutsen   | Arrows-BMW             | 10     |
| 13   | Marc Surer        | Brabham-BMW            | 5      |
| 14   | Derek Warwick     | Renault                | 5      |
| 15   | Stefan Bellof †   | Tyrrell-Ford           | 4      |
| 16   | René Arnoux       | Ferrari                | 3      |
| 17   | Andrea de Cesaris | Ligier-Renault         | 3      |
| 18   | Martin Brundle    | Tyrrell-Ford           | 0      |

| Pos. | Fahrer               | Konstrukteur                     | Punkte |
| ---- | -------------------- | -------------------------------- | ------ |
| 19   | Gerhard Berger       | Arrows-BMW                       | 0      |
| 20   | John Watson          | McLaren-TAG-Porsche              | 0      |
| 21   | Philippe Streiff     | Ligier-Renault / Tyrrell-Renault | 0      |
| 22   | Eddie Cheever        | Alfa Romeo                       | 0      |
| 23   | Riccardo Patrese     | Alfa Romeo                       | 0      |
| 24   | Piercarlo Ghinzani   | Osella-Alfa Romeo / Toleman-Hart | 0      |
| 25   | Philippe Alliot      | RAM-Hart                         | 0      |
| 26   | Huub Rothengatter    | Osella-Alfa Romeo                | 0      |
| 27   | Pierluigi Martini    | Minardi-Ford                     | 0      |
| 28   | Jonathan Palmer      | Zakspeed                         | 0      |
| 29   | Manfred Winkelhock † | RAM-Hart                         | 0      |
| 30   | Teo Fabi             | Toleman-Hart                     | 0      |
| –    | François Hesnault    | Brabham-BMW / Renault            | 0      |
| –    | Mauro Baldi          | Spirit-Hart                      | 0      |
| –    | Kenny Acheson        | RAM-Hart                         | 0      |
| –    | Alan Jones           | Lola-Hart                        | 0      |
| –    | Christian Danner     | Zakspeed                         | 0      |
| –    | Ivan Capelli         | Tyrrell-Renault                  | 0      |

### Konstrukteurswertung
| Pos. | Konstrukteur        | Punkte |
| ---- | ------------------- | ------ |
| 01   | McLaren-TAG-Porsche | 86     |
| 02   | Ferrari             | 77     |
| 03   | Lotus-Renault       | 71     |
| 04   | Williams-Honda      | 47     |
| 05   | Brabham-BMW         | 26     |
| 06   | Renault             | 16     |
| 07   | Ligier-Renault      | 13     |
| 08   | Arrows-BMW          | 10     |
| 09   | Tyrrell-Ford        | 4      |

| Pos. | Konstrukteur      | Punkte |
| ---- | ----------------- | ------ |
| 10   | Alfa Romeo        | 0      |
| 11   | Osella-Alfa Romeo | 0      |
| 12   | RAM-Hart          | 0      |
| 13   | Zakspeed          | 0      |
| 14   | Minardi-Ford      | 0      |
| 15   | Toleman-Hart      | 0      |
| –    | Spirit-Hart       | 0      |
| –    | Lola-Hart         | 0      |